# J. LaRose
J. LaRose (właściwie J. Adam Larose) – amerykański aktor. 
Wcielił się w postać Troya w filmach Darrena Bousmana  pt. Piła III i Piła IV.

## Filmografia

### Filmy
- Butterfly Dreams (2000) jako James Luther
- Identity Lost (2001) jako Terry Brooks
- The Crown of Rust (2005) jako Cuban Joe
- Repo! The Genetic Opera (2006) jako Pavi
- Piła III (Saw III, 2006) jako Troy
- Love in the Time of Rarebit (2006) jako pan Clarke
- Piła IV (Saw IV, 2007) jako Troy
- Secrets of a Medicine Man (2007) jako narrator
- Repo! The Genetic Opera (2008) jako reporter
- The Tenant (2009) jako Jeff
- The Arcadian (2010) jako Latarnik
- Unearthed (2010) jako Shaman
- Ocean Tribe (2010) jako Muntok
- For the Love of Jade (2010) jako Clemen
- Mother’s Day (2010) jako Terry

### Seriale
- Z Ziemi na Księżyc (From the Earth to the Moon, 1998) jako Anestezjolog (1 odcinek)
- Mortal Kombat: Porwanie (Mortal Kombat: Conquest, 1999) jako Wojownik (gościnnie, 1 odcinek)
- Sheena (2001) jako Raoul (gościnnie, 1 odcinek)
- In Search of (2002) jako Ancient Man (gościnnie, 1 odcinek)
- Mind of Mencia (2005) jako Indian w Stanach Zjednoczonych (gościnnie, 1 odcinek)
- Fear Itself (2008) jako bandyta (gościnnie, 1 odcinek)
- Emissary (2009)

## Nagrody i wyróżnienia
- Crystal Reel Awards
  - Otrzymał nagrodę Crystal Reel w kategorii Narrator za film Secrets of a Medicine Man (2007)
  - Otrzymał nagrodę Silver Award w kategorii Narrator za film Secrets of a Medicine Man (2007)